# Courpignac
Courpignac là một xã trong tỉnh Charente-Maritime tổng Mirambeau of the Charente-Maritime trong vùng Nouvelle-Aquitaine, tây nam nước Pháp. Xã Courpignac nằm ở khu vực có độ cao từ 18-96 mét trên mực nước biển.

## Lịch sử biến động dân số
| Năm  | Dân số | Mật độ |
| ---- | ------ | ------ |
| 1962 | 355    | -      |
| 1968 | 396    | -      |
| 1975 | 347    | -      |
| 1982 | 339    | -      |
| 1990 | 341    | -      |
| 1999 | 359    | 23/km² |